# HMS Biter (D97)
«Байтер» (англ. HMS Biter (D97)) — американський ескортний авіаносець часів Другої світової війни типу «Евенджер». Переданий Великій Британії за програмою ленд-лізу.

## Історія створення
Авіаносець «Байтер» був закладений 28 грудня 1939 року на верфі Sun Shipbuilding & Drydock Company як суховантаж типу C-3 під назвою Rio-Parana. Спущений на воду 18 грудня 1940 року.
У процесі виробництва був переобладнаний в ескортний авіаносець на верфі Atlantic Basin Iron Works в Брукліні, Нью-Йорк. 6 травня 1942 року вступив у стрій під назвою «Байтер». Шостий корабель з такою назвою у складі ВМС Великої Британії.

## Історія служби

### У складі ВМС Великої Британії
Авіаносець «Байтер» у листопаді 1942 року брав участь в операції «Смолоскип».
З квітня 1943 року першим з британських авіаносців розпочав протичовнове патрулювання Північної Атлантики. До листопада 1944 року здійснив кілька операцій протичовнового пошуку. Літаками з «Байтера» були пошкоджені 2 німецькі підводні човни — U-203 (25.04.1943) та U-89 (12.05.1943), які згодом потоплені кораблями супроводу. За цей же час авіаносець брав участь в ескортуванні 16 трансатлантичних конвоїв.
Під час служби у складі ВМС Великої Британії авіаносець пройшов декілька ремонтів (зокрема, 8-9.1943 та 3-6.1944). Після чергового ремонту у квітні 1945 року авіаносець був повернутий у США.

### У складі ВМС Франції
У квітні 1945 року корабель був переданий ВМС Франції, де отримав ім'я «Діксмюд» (фр. Dixmude A609). На ньому була встановлена американська РЛС SA.
У 1947 році авіаносець брав участь у війні в Індокитаї з бомбардувальниками Douglas SBD Dauntless на борту.
У 1949 році корабель був перекласифікований в авіатранспорт, а на початку 1950-х років роззброєний та перетворений на плавучу казарму. У 1966 році повернутий у США, де 10 червня 1966 року був потоплений як корабель-мішень.